# Abric Romaní

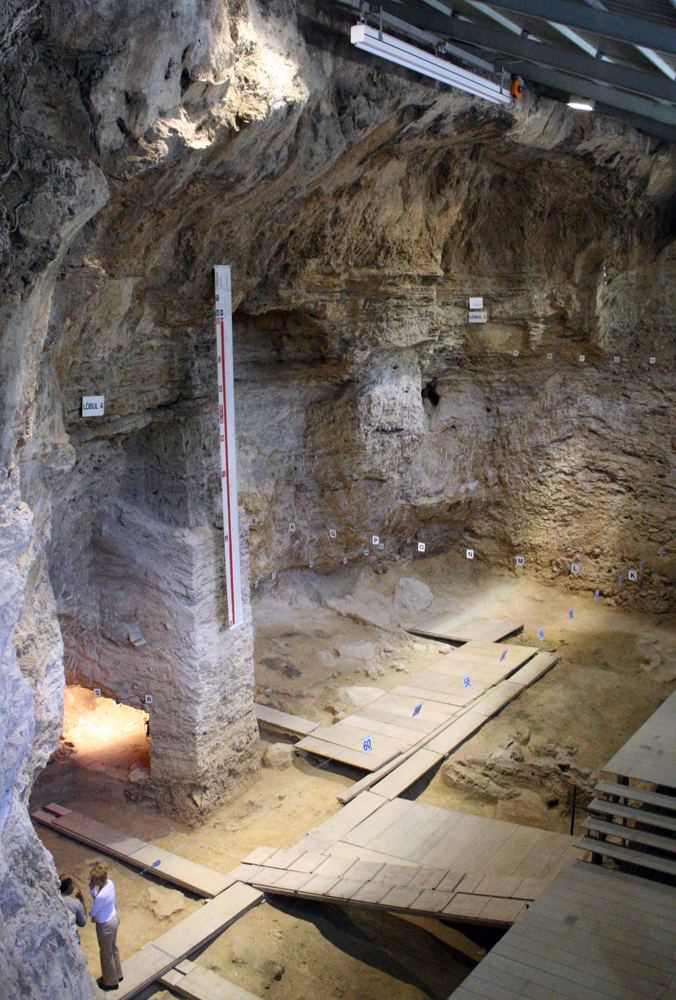
Gesamtansicht der Fundstätte

Der Abric Romaní, auch Abric Romaní de Capellades, ist eine archäologische Fundstätte in Capellades in der Comarca Anoia in der spanischen Region Katalonien.

## Beschreibung
Der Abri Romaní ist eine Ablagerung von 17 Metern Stärke unter einem Felsüberhang, in welchem bisher (2011) 27 übereinanderliegende Schichten mit archäologischen Funden freigelegt wurden. Die ältesten stammen aus dem Mittelpaläolithikum, der Zeit der Neandertaler. Ihr Alter wird auf etwa 56.000 Jahre vor heute geschätzt.

## Entdeckung und Ausgrabungen
Der Abric Romaní wurde im Jahre 1909 von Amador Romaní 60 Meter über dem heutigen Niveau des Anoia-Flusses in 350 Meter Höhe über dem Meeresspiegel entdeckt. Vor dem Spanischen Bürgerkrieg wurden die Ausgrabungen vom Institut d’Estudis Catalans unter Norbert Font i Sagué und Lluís Maria Vidal durchgeführt. Ab den 1950er Jahren gruben 15 Jahre lang Eduard Ripoll und Henry de Lumley. Ab dem Jahre 1983 hat die Abteilung für Vorgeschichte der Universität Rovira i Virgili diese Aufgabe übernommen.

## Fundsituation und Fundstücke

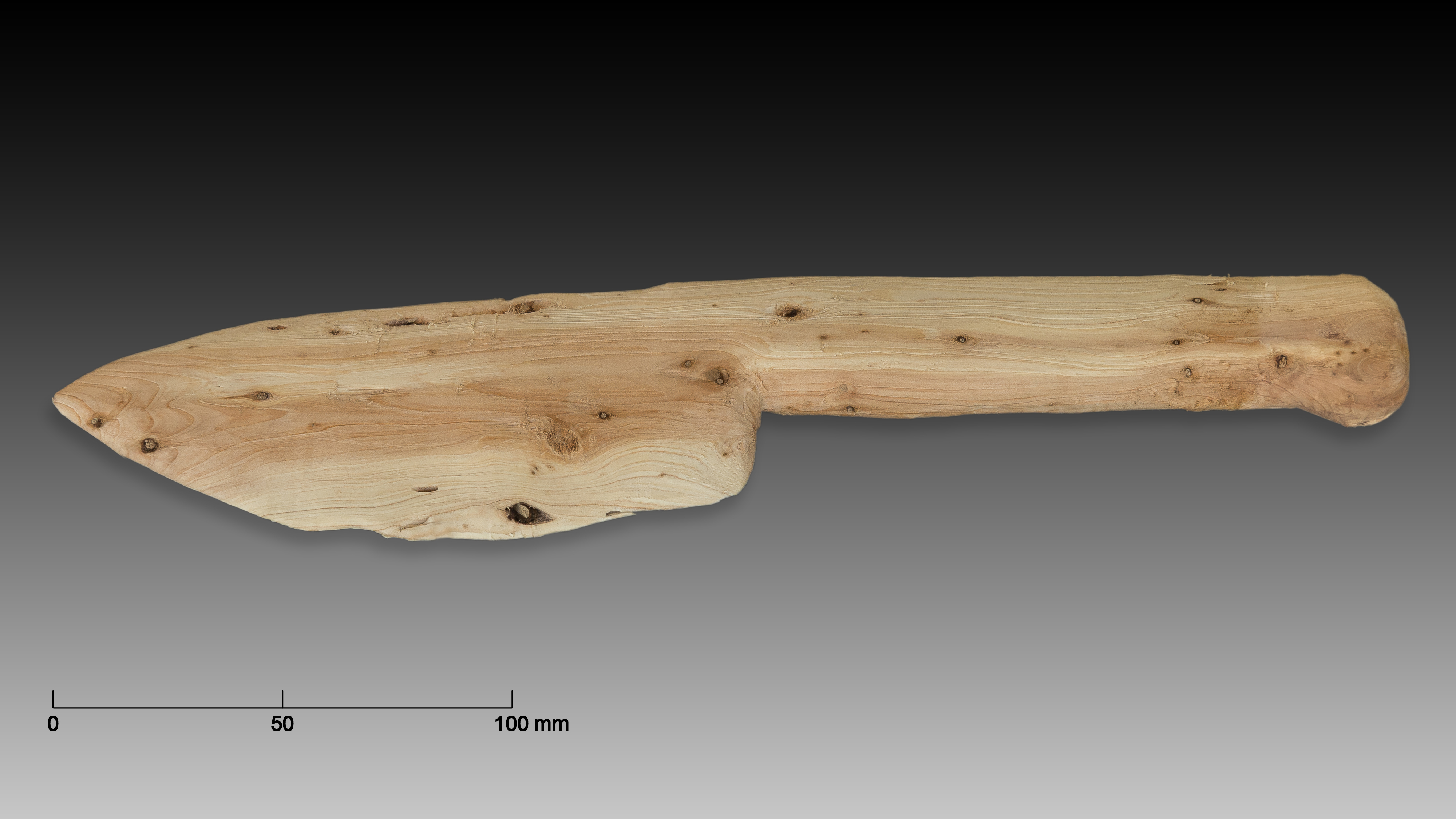
Nachbildung eines hölzernen Messers, dast nicht erhalten ist, aber anhand des Abdrucks im Travertin rekonstruiert wurde. Es bestand vermutlich aus Kiefernholz und wurde vor ca. 56.000 Jahren genutzt

Im Abric Romaní sind Holzreste durch eine Überflutung mit Geröll und Schlamm und sehr kalkhaltigem Wasser bedeckt worden. Das sehr mit Kalziumkarbonat angereicherte Wasser führte dazu, dass sich eine Schicht von Travertin bildete, die das Holz bis in unsere Tage konservierte. Die Fundsituation ist einmalig in der Welt. 
Die bisher gefundenen über einhundert Holzstücke und zirka 300 Figuren gestatten einen Einblick in die Art und Weise, wie die Neandertaler Holz bearbeiteten und lebten. Anhand eines Negativs eines fünf Meter langen Holzbalkens mit den Maßen 6 × 3 cm wurde ein Alter der Siedlungsspuren von mehr als 55.000 Jahren vor heute ermittelt.
Funde aus den letzten Jahren aus Holz zeugen von einer ersten Herstellung von Werkzeugen wie Schaufel und Messer. Diese etwa 50.000 Jahre alten Objekte wurden vom Katalanischen Institut für menschliche Paläoökologie und Sozialevolution (IPHES) unter Leitung von Eudald Carbonell gefunden und in der spanischen Zeitung Público veröffentlicht.
Nachgewiesen wurden ferner zahlreiche Feuerstellen.